# Добри Минов
Добри Панайотов Минов е български възрожденски деец. След Освобождението на България е първият кмет на Сливен.

## Биография
Роден на 15 септември 1825 година в Сливен. Заема се с търговия и става един от най-богатите сливенски търговци на бакалски и колониални стоки. Участва в организацията на всички културни и обществени начинания до Освобождението. Активен деец за създаването на читалище „Зора“ в града.
След Освобождението Добри Минов става кмет на Сливен. На 16 април стар стил 1878  година се състоят първите избори за общински съвет. Избрана е Временна градска комисия начело с Добри Минов, а четири дни по-късно се състои първото заседание на „Сливенский градский управителний съвет“ в състав: Добри Минов – председател на временна градска комисия, членове Димитър Боев, Димитър Юрданов-Шампион и член-секретар Михаил Икономов. Председател е и на първата наборна комисия в Сливен, създадена през месец април 1878 година.
Добри Минов получава сребърен медал на Анинска лента за „усърдна и дейна служба“ като председател на Временната градска комисия.
Умира на 31 октомври 1884 г. в Бургас, погребан е в Сливен.